# Edwin Komen
Edwin Komen (* 1980) ist ein kenianischer Marathonläufer.
2006 wurde er Dritter beim Dublin-Marathon. Im Jahr darauf wurde er Vierter beim Seoul International Marathon in 2:08:45 h und siegte beim Gyeongju International Marathon in 2:09:44. 2008 stellte er als Dritter beim Seoul International Marathon mit 2:07:45 seine persönliche Bestzeit auf und wurde Fünfter in Gyeongju. 2009 wurde er Neunter beim Peking-Marathon.